# Geigenbaumuseum Mittenwald

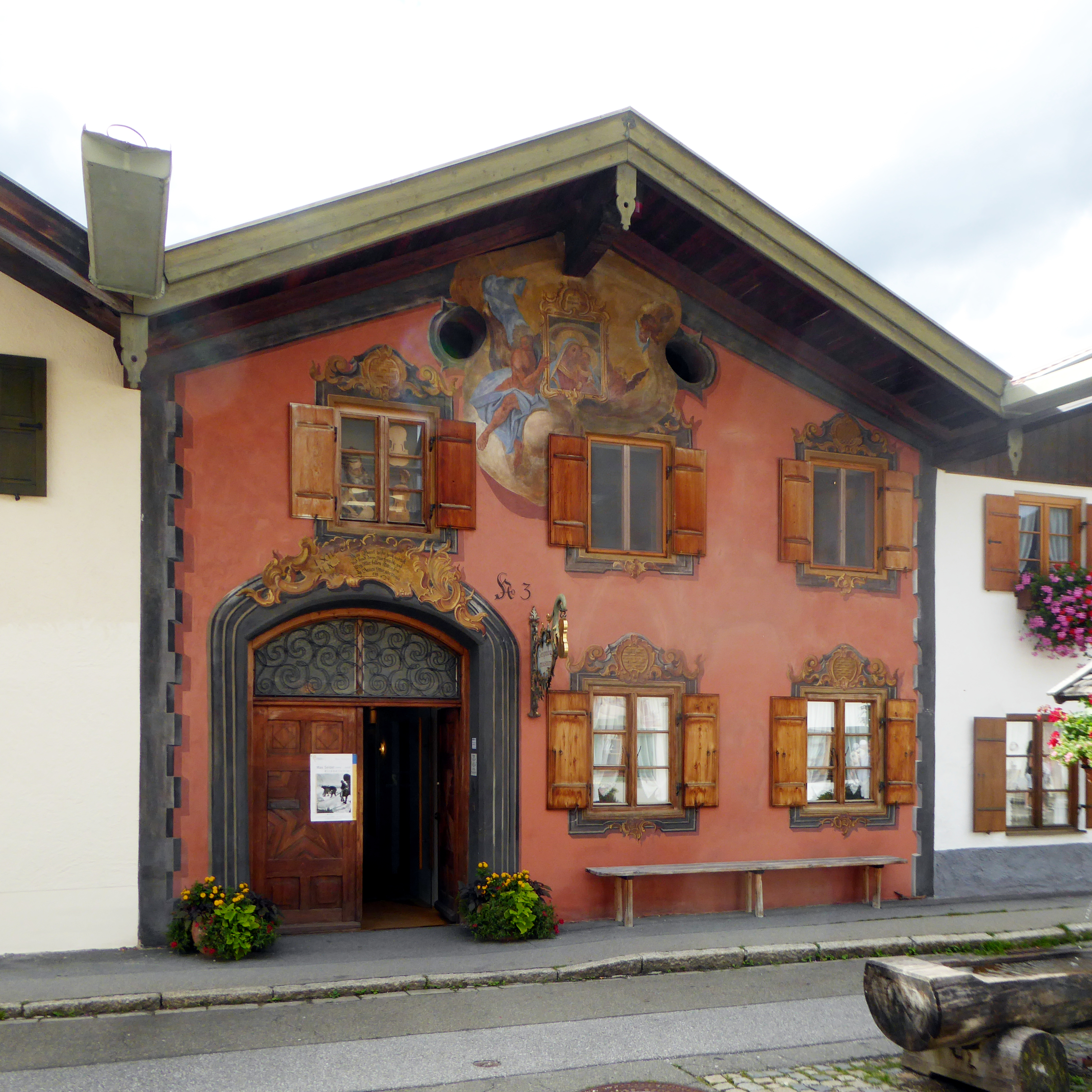
Geigenbaumuseum Mittenwald

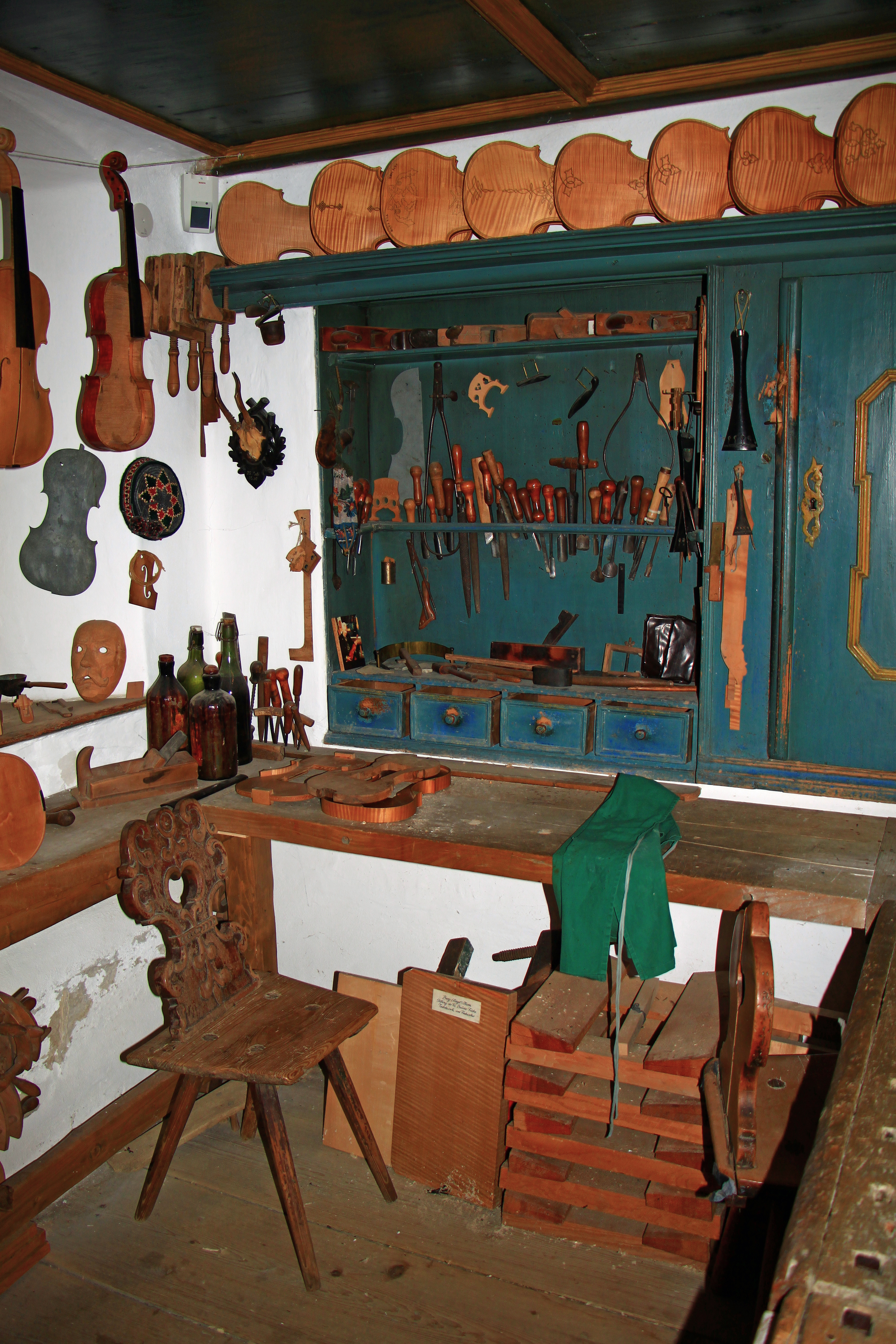
Historische Geigenbauerwerkstatt

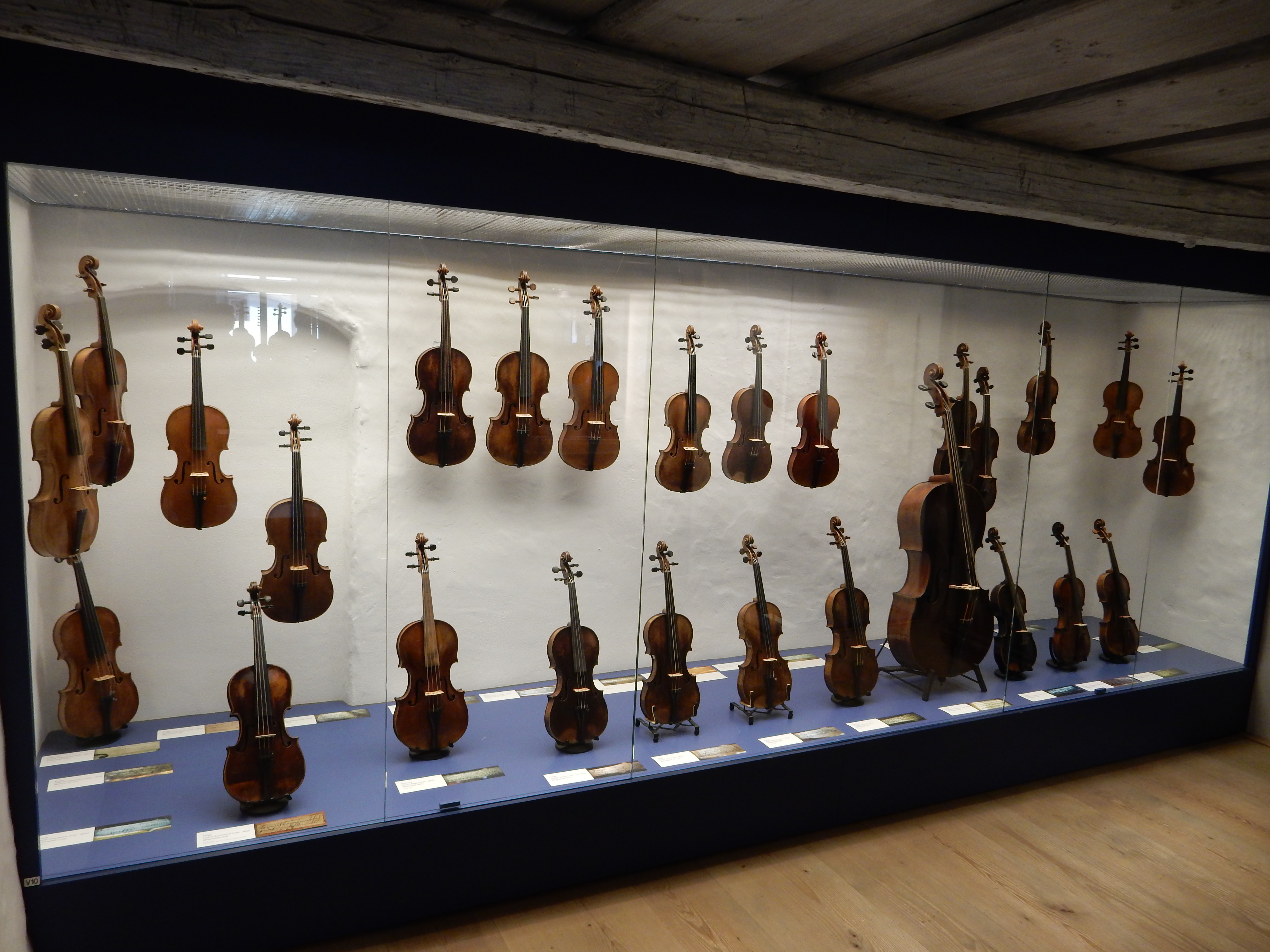
Instrumentensammlung

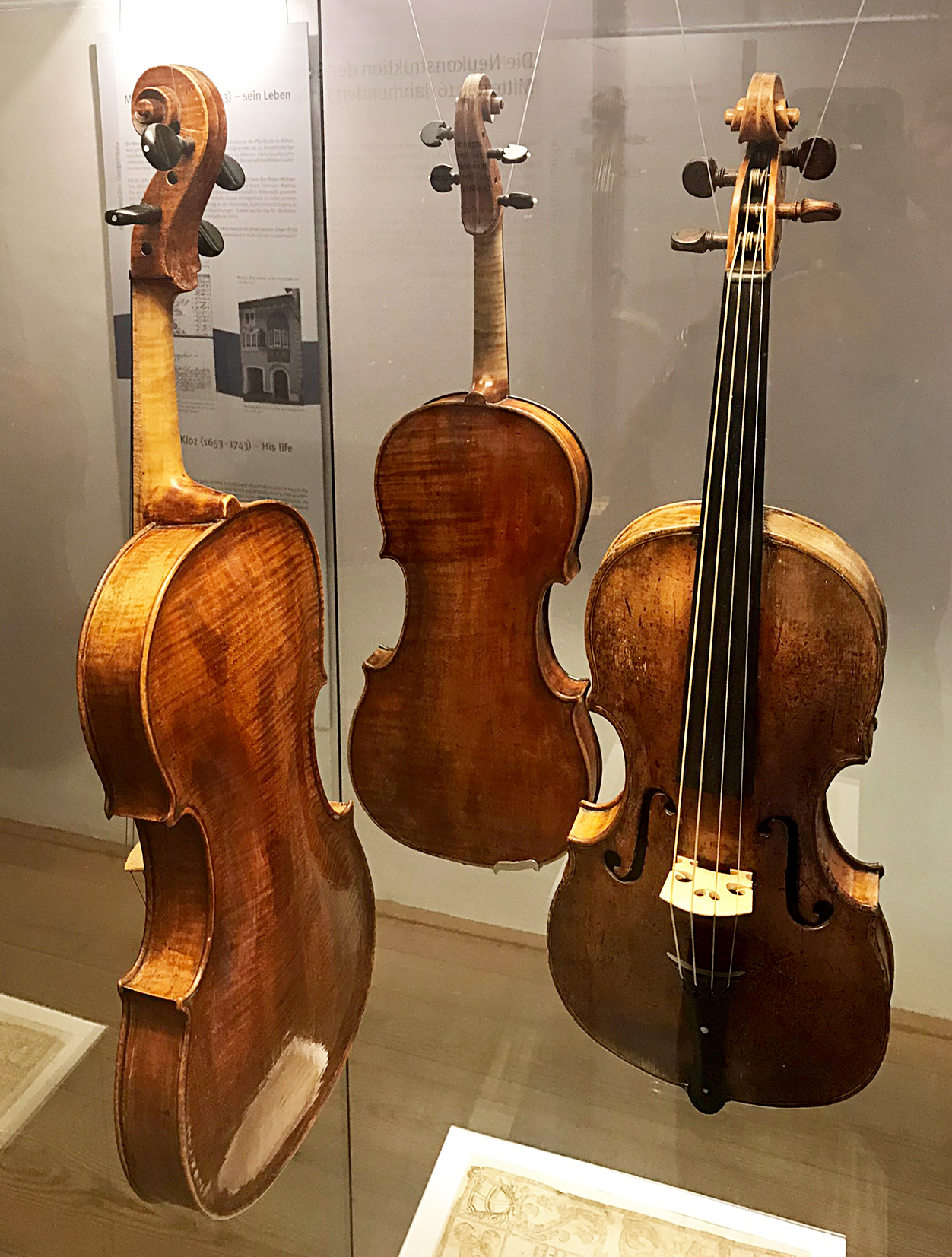
Matthias Klotz Instrumente 1704–1715

Das Geigenbaumuseum Mittenwald ist ein Museum im Markt Mittenwald im oberbayrischen Landkreis Garmisch-Partenkirchen. Die Ausstellung zeigt das Geigenbauhandwerk und seine über 300-jährige Entwicklung verknüpft mit der Mittenwalder Ortsgeschichte.

## Geschichte
Das Museum wurde 1930 gegründet und befindet sich seit 1960 am heutigen Standort in einem der ältesten Häuser in Mittenwald. Der Geigenbau dominierte seit dem 17. Jahrhundert die Ortsgeschichte. Mittenwald ist seitdem eines der Zentren des Musikinstrumentenbaus in Deutschland.

## Ausstellung
Das Museum verfügt über eine hochwertige und umfangreiche Sammlung von Musikinstrumenten v. a. Geigen, aber auch Bratschen und Cellos. Der Schwerpunkt der Sammlung liegt auf dem barocken Mittenwalder Geigenbau, aber auch das 19. und 20. Jahrhundert bis zu den Werkstätten der Gegenwart werden dargestellt. Zu sehen sind Instrumente von Matthias Klotz, der als Begründer des Geigenbaus in Mittenwald gilt, und seiner zahlreichen Nachfahren und Schüler.
Gezeigt werden eine historische Geigenbauerwerkstatt, die einzelnen Arbeitsschritte bei der Herstellung einer Geige, Riechproben verschiedener beim Geigenbau verwendeter Materialien (z. B. Lacke) und Hörproben. Einen Schwerpunkt bildet das Leben und Wirken von Matthias Klotz und seiner Nachfahren und Schüler. Es werden historische Filme zum Thema Geigenbau gezeigt. Für Kleingruppen sind Führungen in einer Schauwerkstatt möglich.